# Exophiala spinifera
Exophiala spinifera är en svampart som först beskrevs av H.S. Nielsen & Conant, och fick sitt nu gällande namn av McGinnis 1977. Exophiala spinifera ingår i släktet Exophiala och familjen Herpotrichiellaceae.   Inga underarter finns listade i Catalogue of Life.